# دوبیان
دوبیان (به انگلیسی: Dobian) یک منطقهٔ مسکونی در پاکستان است که در خیبر پختونخوا واقع شده‌است.